# Edmond Missa
Pour les articles homonymes, voir Missa.
Jean Louis Edmond Missa, né le 12 juin 1861 à Reims et mort le 29 janvier 1910 à Paris, est un compositeur français.

## Biographie
Missa a d'abord reçu des leçons de sa mère, la musicienne Marie-Louise Duval. Son cousin, l'abbé Louis Duval était organiste du grand orgue de la Cathédrale de Reims, son oncle, le professeur de musique Ernest Duval est organiste à l'église Saint-Jacques de Reims. À l'âge de dix ans Missa succède à Henri Dallier organiste de l'orgue de chœur de la cathédrale de Reims.
À Paris, Missa fréquente l'École Niedermeyer, où Clément Loret lui enseigne l'orgue, Eugène Gigout, l'harmonie, le contrepoint et le piano et Gustave Lefèvre la composition. Il rejoint le Conservatoire de Paris, où il a Antoine François Marmontel comme professeur de piano, Jules Duprato pour l'harmonie et Jules Massenet pour étudier la composition. En même temps, il devient en 1878, organiste à l'église Saint-Louis-en-l'Île. Il devient plus tard organiste des églises Saint-Roch, Saint-Honoré-d'Eylau, Saint-Thomas-d'Aquin et, de 1885 jusqu'à sa mort, à Notre-Dame-des-Blancs-Manteaux.
À partir de 1880, Missa se présente à cinq reprises pour le Prix de Rome, mais obtient une mention honorables seulement en 1881 avec la cantate Geneviève de Paris. 
Il débute à l'Opéra-Comique (salle Favart), avec la musique de Juge et Partie, puis une partition d'opéra-bouffe, La Belle Sophie aux Menus-Plaisirs en 1888, qui devient à Reims, la Princesse Nangara en 1892, puis deux chansons pour Jane Pierny dans Nini Fauvette aux Nouveautés en 1892. Il compose ensuite Dinah en 1894.
En 1886, il reçoit le Prix Cressent pour l'opéra Juge et partie qui a été joué à plusieurs reprises à l'Opéra-Comique.
Missa, qui a composé depuis l'âge de seize ans, a publié de nombreux ouvrages de piano et d'orgue, y compris des morceaux faciles pour les enfants, des chansons, des œuvres chorales et des pièces d'orchestre, et une trentaine d'opéras et plusieurs ballets.
Le 26 avril 1892, il épouse à Paris Jeanne Paule Julie Barbant, fille du graveur et illustrateur Charles Barbant.

## Œuvres

### Opéras
- Juge et partie, opéra-comique avec Jules Adenis, 1886
- Le Chevalier timide, opéra-comique, 1887
- La Belle Sophie, opéra-bouffe, 1888
- Lydia ou les fiancés de Novgorod, 1888
- Doctoresse , 1890
- La Princesse Nangara, opérette en trois actes, paroles de Louis Bataille et Julien Sermet, jouée au Grand Théâtre de Reims, le 12 mars 1892.
- Mini-Fauvette, 1892
- Le mariage galant, opérette, 1892
- L'Hôte, 1893
- Dinah , 1894
- Le dernier des Marigny, 1896
- Les Trois Bossus, 1896
- La Demoiselle aux Camélias, operette, 1899
- Babette, 1900
- Muguette, opéra-comique en 4 actes
- Maguelone, 1903
- Lucas et Lucette, 1905
- La Chouanne, 1907
- Cyprienne, 1910
- La D’moiselle du Tabarin, 1910
- Hermann et Dorothée, 1911
- Niou
- Les Bohémiens

### Ballets
- Vision !, ballet-pantomime sur un  livret de Léon Roger-Millès à l'Olympia, janvier 1899[3]
- Les Grandes Courtisanes
- Les Deux baisers
- Lydia
- La Peur

### Morceaux pour orchestre
- Les Bains de la mer, 1897
- Scènes Hindoues, 1904
- Ballet des Quatre saisons
- Valses alsaciennes
- Aquarelles musicale

### Œuvres vocales
- Les Voix du Ciel ; volume 1 : 5 messes ; volume 2 : 40 versets. Paris, Enoch et Cie.

### Œuvres pour orgue ou harmonium
- L’office divin, recueil de 32 pièces pour orgue ou harmonium. Paris, J. Hammele.